# Ray Magliozzi
Raymond Francis Magliozzi, detto Ray (Cambridge, 30 marzo 1949), è un conduttore radiofonico, attore e doppiatore statunitense.
Fratello dell'attore e regista Tom Magliozzi con il quale ha lavorato come doppiatore nel film Cars - Motori ruggenti.

## Filmografia parziale

### Attore
- Sabrina, vita da strega (1 episodio, 2002)

### Doppiatore
- Cars - Motori ruggenti (2006)